# Flughafen Santa Maria

i7
i11
i13
Der Flughafen Santa Maria (portugiesisch Aeroporto de Santa Maria, IATA-Code: SMA, ICAO-Code: LPAZ) ist ein Flughafen auf der portugiesischen Azoreninsel Santa Maria in der Nähe der Stadt Vila do Porto. Er wurde anfangs als Militärstützpunkt von den United States Army Air Forces verwendet und nach dem Zweiten Weltkrieg an Portugal abgegeben. Ab dem 5. August 1947 flog die Vorläuferin der SATA Air Açores ab hier andere Flughäfen auf den Azoren an.

## Zwischenfälle
- Am 3. Juli 1945 wurde eine Douglas DC-4/C-54D-10-DC der United States Army Air Forces (USAAF) (Luftfahrzeugkennzeichen 42-72680) 6,5 Kilometer östlich von Vila do Porto (Santa Maria (Azoren)) in einen Hügel geflogen. Bei diesem CFIT (Controlled flight into terrain) 9,1 Kilometer südsüdöstlich des Flughafens Santa Maria wurden alle 4 Besatzungsmitglieder getötet.[1]

- Am 22. September 1948 kam es mit einer Douglas DC-4/C-54A-15-DC der mexikanischen Aerovias Guest (XA-GUU) beim Start vom Flughafen Santa Maria zu einem Triebwerks-Leistungsverlust. Die daraus resultierende Bruchlandung überlebten alle 44 Insassen, neun Besatzungsmitglieder und 35 Passagiere.[2]

- Am 28. Oktober 1949 wurde eine Lockheed L-749 Constellation der Air France (F-BAZN) auf der Azoreninsel São Miguel im Landeanflug auf den Flughafen Santa Maria in den Berg Monte Redondo geflogen. Die Maschine war auf dem Flug von Paris nach New York. Alle 48 Menschen an Bord kamen ums Leben (siehe auch Air-France-Flug 009).[3]

- Am 9. Dezember 1963 stürzte eine Curtiss C-46A-15-CU Commando des US-amerikanischen Unternehmers Hank A. Wharton (N5160V) 240 Kilometer nordöstlich der Azoren (Portugal) ins Meer. Die Maschine befand sich auf einem Überführungsflug vom Flughafen Gander (Kanada) zum Flughafen Santa Maria. Alle drei Besatzungsmitglieder kamen ums Leben.[4]

- Am 8. Februar 1989 wurde eine Boeing 707-331B der US-amerikanischen Independent Air (N7231T) im Landeanflug auf den Flughafen Santa Maria in den Berg Pico Alto geflogen. Die Chartermaschine war auf dem Weg von Bergamo nach Punta Cana in der Dominikanischen Republik. Beitragend waren schwere Fehler der portugiesischen Fluglotsen. Bei diesem CFIT (Controlled flight into terrain) wurden alle 144 Insassen getötet, die 137 italienischen Passagiere und die 7 Besatzungsmitglieder (siehe auch Independent-Air-Flug 1851).[5]